# كونستانس وو
كونستانس وو (بالإنجليزية: Constance Wu)‏ هي ممثلة أمريكية، ولدت في 22 مارس 1982 في الولايات المتحدة.

## أعمال

### أفلام
- (2018) أغنياء آسيويون مجانين

## وصلات خارجية
- كونستانس وو على موقع IMDb (الإنجليزية)
- كونستانس وو على موقع روتن توميتوز (الإنجليزية)
- كونستانس وو على موقع ألو سيني (الفرنسية)
- كونستانس وو على موقع ميوزك برينز (الإنجليزية)
- كونستانس وو على موقع أول موفي (الإنجليزية)
- كونستانس وو على موقع إن إن دي بي (الإنجليزية)
- كونستانس وو على موقع قاعدة بيانات الفيلم (الإنجليزية)